# 606 a.C.

## Eventos

### Cronologia de Ussher
- No nono mês do quinto ano do reinado de Joaquim [Nota 1] é celebrado um jejum solene ao Senhor. Segundo Ussher, este jejum foi em lembrança à tomada de Jerusalém por Nabucodonosor, no ano anterior e no mesmo mês.[1]
- Baruque lê, na porta do Templo as palavras de Deus ditas a Jeremias. Micá, filho de Gemarias, convoca Baruque para os príncipes de Judá. Baruque lê o livro, e Jeremias se esconde. O rei, ao ouvir parte do livro, o rasga e queima. Em memória deste ato detestável, os judeus fazem um jejum neste dia, o sétimo dia do nono mês (Chisleu).[1]

### Cronologia de Dufresnoy
- Nabucodonosor, rei da Babilônia, sucedendo a seu pai Nabopalassar. Ele reinou por 43 anos.[2][Nota 2]
- Nabucodonosor captura Jerusalém e leva seus habitantes como cativos, inclusive o profeta Daniel.[2]
- Início do período de 70 anos do Cativeiro na Babilônia.[2]

## Mortes
- Nabopalassar, rei da Babilônia, sucedido por seu filho Nabucodonosor. Ele havia reinado por vinte anos.[2][Nota 2]